# Échiquier de Punnett

Exemple d’échiquier de Punett.

Un échiquier de Punnett, aussi appelé « grille de Punnett », ou tableau de croisement, est un diagramme qui permet de prédire le patrimoine génétique résultant d’un croisement entre parents. Ce diagramme tire son nom de Reginald Punnett qui en établit les principes.

## Exemple du daltonisme
Par exemple, pour le daltonisme, dont le gène muté est présent sur le chromosome X à la fréquence de 0,07 et le gène sauvage à celle de 0,93, nous observons 7 % de garçons atteints, et seulement 5 filles atteintes sur 1000, soit les 0,07*0,07 homozygotes, les 2*0,07*0,93 hétérozygotes n'étant pas daltoniennes, le gène normal compensant le gène atteint. En réalité, moins de filles sont atteintes, car ce raisonnement est simplifié, et ne prend pas en considération le fait qu'il existe plusieurs types de daltonisme liés à l'X, protanope, deutéranope, la présence d'un gène protanope pouvant compenser un gène deutéranope et inversement, chez la fille..., indépendamment d'une grande variabilité individuelle.
| Cas des autosomes   | Cas des autosomes | fréquences géniques | fréquences géniques | fréquences géniques |
| Cas des autosomes   | Cas des autosomes | a                   | b                   | c                   |
| ------------------- | ----------------- | ------------------- | ------------------- | ------------------- |
| fréquences géniques | a                 | a*a                 | a*b                 | a*c                 |
| fréquences géniques | b                 | b*a                 | b*b                 | b*c                 |
| fréquences géniques | c                 | c*a                 | c*b                 | c*c                 |

## Extensions
Ce tableau peut également être étendu à l'ensemble d'une population, permettant d'illustrer le calcul de la fréquence attendue des divers génotypes possibles, dans l'hypothèse du respect de la loi de Hardy-Weinberg, en considérant les fréquences alléliques a, b, c,...,n des allèles A, B, C,...,N d'un gène autosomal, par exemple.
Ce tableau s'applique également pour les gènes portés par le chromosome X chez les filles XX, mais ne peut s'appliquer aux garçons qui sont XY, et dont la fréquence génotypique liée aux gonosomes est strictement identique à la fréquence allélique.